# P/F
Il rapporto P/F, o rapporto PaO2/FiO2, cioè il rapporto aritmetico tra PaO2 (rilevata attraverso l’esame dell'emogasanalisi) e FiO2, noto anche come quoziente (o indice) di Horowitz o di Carrico, è un indicatore della gravità di una malattia polmonare: può contribuire a monitorare la gravità di una malattia del parenchima polmonare, la funzionalità polmonare e la risposta ai trattamenti terapeutici.
Il rapporto P/F in un paziente sano è indicativamente 450 (PaO2 normalmente 95 mmHg; FiO2 in aria ambiente: 21%); un valore inferiore a 350 è indice di disfunzione parenchimale; un P/F < 200 è indice di grave insufficienza respiratoria.
La PaO2, e quindi il rapporto P/F, si riduce quando il parenchima polmonare è danneggiato: gli alveoli si riempiono di liquidi, proteine e cellule e si genera un effetto shunt; questo può accadere ad esempio per polmonite, ARDS, edema polmonare.